# Allionia
Genre
Classification phylogénétique
L'Allionia est une plante dicotylédone de la famille des nyctaginacées.

## Liste d'espèces
Selon ITIS:
- Allionia choisyi Standl.
- Allionia incarnata L.